# Banara brasiliensis
Banara brasiliensis là một loài thực vật thuộc họ Salicaceae. Đây là loài đặc hữu của Brasil.